# Junta de Moreno
Junta de Moreno är en ort i Mexiko.   Den ligger i kommunen Tierra Blanca och delstaten Veracruz, i den sydöstra delen av landet, 290 km öster om huvudstaden Mexico City. Junta de Moreno ligger 118 meter över havet och antalet invånare är 233.
Terrängen runt Junta de Moreno är huvudsakligen platt, men västerut är den kuperad. Runt Junta de Moreno är det ganska tätbefolkat, med 65 invånare per kvadratkilometer. Närmaste större samhälle är Cosolapa, 19,7 km väster om Junta de Moreno. Trakten runt Junta de Moreno består till största delen av jordbruksmark.